# La Bouza
La Bouza és un municipi de la província de Salamanca a la comunitat autònoma de Castella i Lleó. Limita amb Puerto Seguro a l'Est, Villar de Ciervo al Sud, amb Portugal a l'Oest i Puerto Seguro al Nord.

## Demografia
| 1991 | 1996 | 2001 | 2004 |
| ---- | ---- | ---- | ---- |
| 79   | 72   | 67   | 68   |